# LCoS-проектор

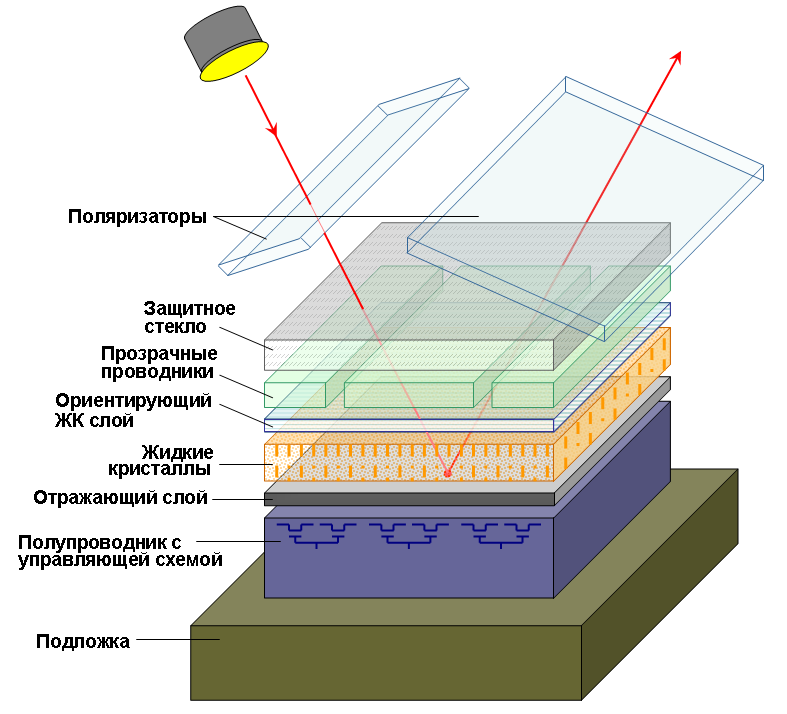
Упрощенная схема ячейки LCoS-матрицы.

LCoS (англ. Liquid Crystal on Silicon — жидкие кристаллы на кремнии) — технология получения изображения, используемая в проекторах. Является третьей по распространенности после технологий DLP и 3LCD (LCD), но занимает значительно меньшую долю рынка.
Синонимами LCoS являются аббревиатуры D-ILA (англ. Direct Drive Image Light Amplifier) компании JVC и SXRD (англ. Silicon X-tal Reflective Display) компании Sony. D-ILA — официально зарегистрированный товарный знак компании JVC, который означает, что в данном продукте применена оригинальная разработка на основе дисплея выполненного по технологии LCoS, сетчатого поляризационного фильтра и ртутной лампы. D-ILA подразумевает трёхчиповое LCoS-решение. Также часто можно встретить аббревиатуру HD-ILA. SXRD — зарегистрированный торговый знак Sony для продукции, сделанной с использованием технологии LCoS.

## Принцип технологии
Принцип работы современного LCoS-проектора близок к 3LCD, но в отличие от последней использует не просветные ЖК-матрицы, а отражающие. Так же, как и DLP-технологии, LCoS использует эпипроекцию вместо традиционной диапроекции, свойственной LCD.

Общая схема трех чипового проектора на основе LCoS.

На полупроводниковой подложке LCoS-кристалла расположен отражающий слой, поверх которого находится жидкокристаллическая матрица и поляризатор. Под воздействием электрических сигналов жидкие кристаллы либо закрывают отражающую поверхность, либо открываются, позволяя свету от внешнего направленного источника отражаться от зеркальной подложки кристалла.
Как и в LCD-проекторах, в LCoS-проекторах сегодня используются в основном трёхчиповые схемы на основе монохромных LCoS-матриц. Так же, как и в технологии 3LCD для формирования цветного изображения обычно используются три кристалла LCoS, призма, дихроичные зеркала и светофильтры красного, синего и зелёного цветов.
Тем не менее, существуют одночиповые решения, в которых цветное изображение получается использованием трех мощных цветных быстро переключаемых светодиодов, последовательно дающих свет красного, зеленого и синего цвета, такие решения выпускает фирма Philips. Мощность их света невелика.
В конце 1990-х годов компания JVC предлагала одночиповые решения на основе цветных матриц LCoS. В них световой поток разбивался на составляющие RGB непосредственно в самой матрице при помощи фильтра HCF (англ. Hologram Color Filter — голографический цветовой фильтр). Эта технология получила название SD-ILA (англ. single D-ILA). Также одноматричные решения разрабатывал и Philips.
Но одночиповые LCoS-проекторы не получили широкого распространения из-за ряда недостатков: трехкратные потери светового потока при прохождении фильтра, что в том числе накладывало ограничения по причине перегрева матрицы, невысокое качество цветопередачи, более сложная технология производства цветных LCoS-чипов.
|  |  |

## История

### Предыстория появления технологии
В 1972 в лаборатории Hughes Research Labs авиастроительной корпорации Говарда Хьюза Hughes Aircraft Company, которая в то время являлась центром самых передовых исследований в области оптики и электроники, был изобретен LCLV (англ. Liquid Cristal Light Valve — жидкокристаллический оптический модулятор). Впервые технология LCLV была использована для отображения информации на больших экранах в командных центрах управления ВМФ США. Тогда эти устройства могли отображать только статическую информацию.
Развитие технологии продолжалось и термин LCLV был заменен на англ. Image Light Amplifier (ILA), как более подходящий.
ILA отличается от D-ILA тем, что управление жидкими кристаллами осуществляется с помощью фоторезиста, на который подается модулирующий луч, создаваемый электронно-лучевой трубкой.
В начале 1990-х компании Hughes и JVC решили объединить усилия по работе над технологией ILA. 1 сентября 1992 стало официальной датой образования совместного предприятия Hughes-JVC Technology Corp. Впервые коммерческий проектор на основе технологии ILA были продемонстрирован компанией JVC в 1993 году. В течение 1990-х годов было продано свыше 3000 таких проекторов.
Использование электронно-лучевой трубки в качестве модулятора изображения в устройствах ILA накладывало ограничения на разрешающую способность, габариты и стоимость устройства и требовала сложной юстировки оптических трактов. Поэтому JVC продолжает исследования для создания принципиально новой отражающей матрицы, которая решила бы эти проблемы, сохранив достоинства технологии. В 1998 году компания продемонстрировала первый проектор, сделанный по технологии D-ILA, в котором модулирующее изображение устройство в виде связки «луч ЭЛТ — фоторезист» заменено на управляющие КМОП-элементы, имплементированные в полупроводниковую структуру подложки — отсюда и название технологии «direct drive ILA» — ILA с прямым управлением. Иногда D-ILA расшифровывают как «digital ILA» (цифровой ILA), что не совсем верно, но так же правильно отражает суть изменений технологии D-ILA от управляемой аналоговым устройством (ЭЛТ) ILA.
Была и промежуточная, тоже уже цифровая, технология между ILA и D-ILA, не получившая распространения — FO-ILA, — где управляющая электронно-лучевая трубка была заменена пучком световодов на основе оптоволокна (Fiber Optic), которые передавали модулирующий сигнал с поверхности монохромного монитора.

### Вторая волна

#### Philips
В конце 2003 года компания Philips запустила завод по производству LCoS-панелей. Под этот проект создано отдельное подразделение Philips LMS — LCOS Microdisplay Systems, а спонсором проекта выступало Министерство образования и исследований Германии. Общая стоимость проекта составляла 20 млн евро. Несмотря на многомиллионные планы, Philips свернула производство LCoS к концу 2004 года.

#### Intel
В январе 2004 года на выставке CES компания Intel анонсировала первые одномегапиксельные (1280×720) LCoS-чипы собственного производства (неофициальное кодовое название технологии — «Cayley»). Освоив производство LCoS-чипов, Intel планировала выйти на рынок проекционных телевизоров высокого разрешения (Full HD), захватив его значимую долю и сделав технологию LCoS массовой. Однако уже к концу 2004 года Intel объявила о сворачивании этого проекта.
Основной причиной этого скорее всего были не технологические проблемы (хотя LCoS-чипы в производстве значительно сложнее CMOS-микросхем — процессоров), а отсутствие рыночных перспектив — к этому времени уже стало понятно, что рынок FullHD-телевизоров будет захвачен более технологичными и дешевыми LCD-телевизорами. Рынок самих по себе проекционных телевизоров и проекторов — слишком незначителен, чтобы оправдать инвестиции.
На технологию LCoS Intel потратила 5 лет и 50 млн $ инвестиций.

#### Sony
Первый SXRD-проектор (на основе чипа собственной разработки) компания Sony продемонстрировала в июне 2003 года. В следующем году Sony анонсировала проекционной телевизор на основе технологии SXRD. К 2008 году компания отказалась от выпуска всех проекционных телевизоров, включая модели на основе технологии SXRD. Но от выпуска проекторов компания не отказалась. Сегодня Sony выпускает проекторы для больших инсталляций и цифрового кино разрешением до 4096×2160 (на основе чипа 4K-SXRD) и светосилой до 21 000 люмен.

## Преимущества и недостатки технологии
- Больший коэффициент полезного заполнения рабочего пространства матрицы. Поскольку в LCoS управляющие элементы размещены за светоотражающим слоем, они не препятствуют прохождению света, в отличие от просветных LCD-матриц, что уменьшает «сетчатость» изображения и минимизирует «эффект гребёнки». Расстояние между элементами матрицы составляет всего несколько десятков микрометров и коэффициент заполнения (отношение суммарной рабочей площади пикселей к общей площади матрицы) у LCoS превышает этот показатель как у LCD-проекторов, так и у DLP.
- LCoS-чипы более устойчивы к мощному излучению чем DLP- и LCD-матрицы, поскольку все элементы размещены на охлаждающей подложке. Это позволяет делать самые мощные инсталляционные проекторы именно на LCoS-технологии.
- LCoS опережает LCD и DLP по максимально доступному разрешению.
- Более глубокий чёрный цвет и более высокая контрастность, чем у LCD.
- Время отклика жидких кристаллов матрицы LCoS меньше, чем кристаллов, используемых в просветных матрицах в LCD-технологии.
- LCoS наследует преимущества LCD-технологии перед одночиповыми DLP-проекторами — отсутствие мерцания и «эффекта радуги».

## Проекторы на основе LCoS
Несмотря на разочарования игроков массового рынка, технология LCoS продолжает вызывать интерес у производителей и потребителей.
Проекторы на её основе позиционируются в сегменте высшего уровня качества и в профессиональной сфере применения — цифровые кинопроекторы для кинотеатров и проекторы в системах визуализации авиационных тренажеров.
На сегодняшний день проекторы по технологии LCoS (D-ILA, SXRD) выпускают компании JVC, Canon, Sony, LG, Barco, CrystalView, DreamVision.